# Mandres-les-Roses
Mandres-les-Roses település Franciaországban, Val-de-Marne megyében. Lakosainak száma 4876 fő (2022. január 1.). Mandres-les-Roses Servon, Boussy-Saint-Antoine, Brunoy, Épinay-sous-Sénart, Périgny, Santeny és Villecresnes községekkel határos.

## Népesség
A település népességének változása:
| Lakosok száma | 4431 | 4479 | 4742 | 4755 | 4766 | 4777 | 4788 | 4825 | 4876 |
|               | 2013 | 2015 | 2016 | 2017 | 2018 | 2019 | 2020 | 2021 | 2022 |